# Zsidó ünnepek listája
| Név                                  | Időpont                                             | Típus                      | 2018-ban              | 2019-ben               |
| ------------------------------------ | --------------------------------------------------- | -------------------------- | --------------------- | ---------------------- |
| Sábát                                | péntek napnyugtától szombat napnyugtáig (3 csillag) | tórai ünnep                |                       |                        |
| Tu bisvát                            |                                                     |                            | január 31.            | január 21.             |
| Táánít Eszter                        |                                                     |                            | február 28.           | március 20.            |
| Purim                                |                                                     |                            | március 1.            | március 21.            |
| A zsidó királyok és az ünnepek újéve | a zsidó naptár szerint niszán hónap 1.              |                            | március 17.           | április 6.             |
| Pészah                               | a zsidó naptár szerint niszán hónap 15–21.          | tórai ünnep, zarándokünnep | március 31–április 7. | április 20–április 27. |
| Holokauszt emléknap (Jom hásoá)      | niszán hónap 27.                                    |                            | április 19.           | május 9.               |
| Lág báómer                           | az Omer-számlálás 33-ik napja                       |                            | május 3.              | május 23.              |
| Sávuót                               |                                                     | tórai ünnep, zarándokünnep | május 20− 21.         | június 9−június 10.    |
| Tisá beáv                            |                                                     |                            | július 22.            | augusztus 11.          |
| Szlíchót                             |                                                     |                            | szeptember 1.         | szeptember 21.         |
| Rós ha-sána                          |                                                     | tórai ünnep                | szeptember 10.        | szeptember 30.         |
| Gedaljá böjtje                       |                                                     |                            | szeptember 12.        | október 2.             |
| Jom kippur                           |                                                     | tórai ünnep                | szeptember 19.        | október 9.             |
| Szukkót és hósáná rábá               |                                                     | tórai ünnep, zarándokünnep | szeptember 24-1.      | október 14-22.         |
| Smíni aceret                         |                                                     |                            | október 1.            | október 21.            |
| Szimchat Tórá                        |                                                     |                            | október 2.            | október 22.            |
| Hanuka                               |                                                     |                            | december 2–10.        | december 23–30.        |